# سالومه (نرم افزار)

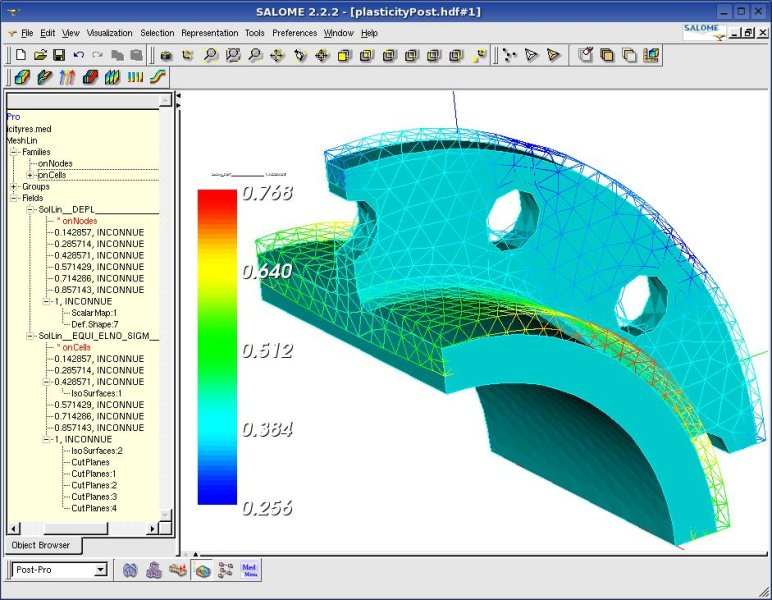
تصویری از محیط نرم افزار سالومه

سالومه (به انگلیسی: Salome) یک سکوی نرم‌افزاری آزاد و منبع‌باز برای طراحی و تحلیل مهندسی است. که برای پیش و پس پردازش در محاسبات عددی مورد استفاده قرار می‌گیرد.

## ویژگی‌های سالومه
چندین نرم‌افزار بر پایه سالومه توسعه یافته‌اند که هر کدام در یکی از حوزه‌های مهندسی کاربرد دارد. نرم‌افزار سالومه یک نرم‌افزار قدرتمند است که امکان طراحی سه بعدی مدل، تعیین شرایط مرزی، بارگذاری، مش بندی و تحلیل اجزای محدود مدل را دارد. سالومه یک راه حل بین پلتفرمی است. توزیع آن تحت شرایط مجوز GNU LGPL انجام می‌شود.
- از قابلیت همکاری بین مدل‌سازی CAD و نرم‌افزار محاسبات (لینک CAD-CAE) پشتیبانی می‌کند.
- ادغام اجزای جدید در سیستم‌های ناهمگن را برای محاسبه عددی تسهیل می‌کند.
- رابط کاربر عمومی ، کاربرپسند و کارآمد فراهم می‌کند ، که به شما در کاهش هزینه‌ها و تأخیرهای انجام مطالعات کمک می‌کند.
- زمان آموزش را به زمان خاص برای یادگیری راه حل نرم‌افزار مبتنی بر این سیستم عامل کاهش می‌دهد.
- دسترسی به کلیه قابلیت‌ها را از طریق کنسول یکپارچه پایتون فراهم می‌کند.

## کارهایی که با سالومه می‌توان انجام داد
با SALOME چه کاری می‌توانید انجام دهید؟ 
- ایجاد، اصلاح، ورود و صدور (IGES ، STEP ، BREP ، ...).
- تعمیر و تمیز کردن مدل‌های CAD.
- تولید مش برای مدل‌های CAD ویرایش مش؛ بررسی کیفیت مش ورود و صدور داده‌های مش (MED ،UNV ،DAT ،STL،...).
- خصوصیات و مقادیر فیزیکی متصل به موارد هندسی را کنترل کنید.
- محاسبه را با استفاده از یک یا چند حل کننده خارجی انجام دهید (کوپلینگ).
- نمایش نتایج محاسبات (مقیاس، داده‌های بردار).
- مطالعات را مدیریت کنید (ایجاد، ذخیره، بارگیری مجدد،...).

## نرم‌افزارهای ساخته شده روی سکوی سالومه
SALOME_EDF
Salome-meca: این برنامه خاص مبتنی بر Code_Aster به شبیه سازی سازه‌ها و ترمومکانیک اختصاص یافته است. همچنین شامل OpenTURNS ، ADAO و EFICAS است. این نرم‌افزار یک بسته باینری برای توزیع ۶۴ بیتی لینوکس است.
Salome Hydro: این برنامه خاص مبتنی بر OpenTELEMAC-MASCARET به شبیه سازی جریان سطح آزاد اختصاص یافته است. همچنین شامل OpenTURNS ، ADAO و EFICAS است. این نرم‌افزار یک بسته باینری برای توزیع ۶۴ بیتی لینوکس است.
Salome-CFD: این برنامه خاص مبتنی بر Code_Saturne به شبیه سازی دینامیک سیالات محاسباتی اختصاص یافته است. همچنین شامل OpenTURNS ، ADAO و EFICAS است. این نرم‌افزار یک بسته باینری برای توزیع ۶۴ بیتی لینوکس است.

## محیط‌های نرم‌افزار Salome-meca
نرم‌افزار سالومه همانند Abaqus و Catia دارای محیط‌های مختلف است مدل‌سازی و تحلیل کامل و مدیریت چرخه طراحی را انجام می‌دهند. محیط‌های این نرم‌افزار شامل:
- Shaper
- Geometry
- Mesh
- Code-Aster

می‌باشد که در محیط‌های Shaper و Geometry مدل سه بعدی طراحی شده و در محیط Mesh مش بندی مدل انجام می‌شود. در محیط Code-Aster نیز تحلیل اجزای محدود صورت می‌گیرد.